# シミュレーションロールプレイングゲーム

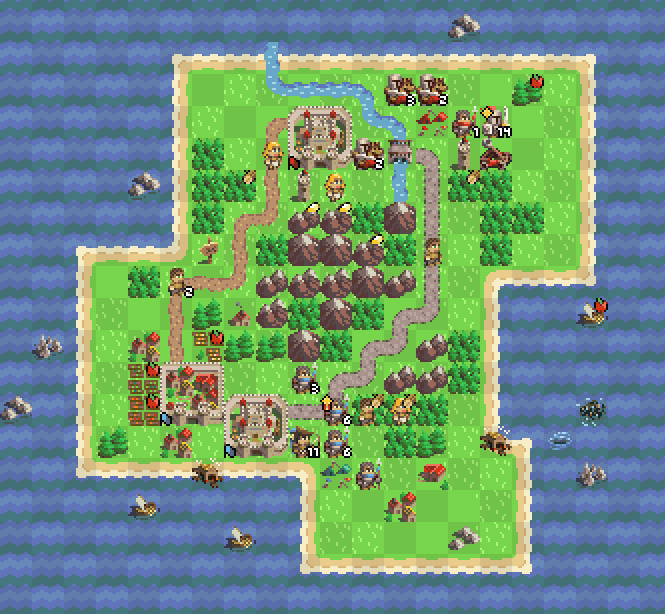
この図のように、地図上で部隊を順番に移動させて敵を倒したり、領土を占領したりすることがよくあります。

シミュレーションロールプレイングゲームもしくはシミュレーションRPGとは、ウォー・シミュレーションゲームの戦術性とコンピュータRPGの物語性・成長システムを併せ持つコンピュータゲームのジャンルの一つ。SRPG、S-RPGと略される。
日本で受容された"ウォー・シミュレーションゲーム"（英語でいうStrategy game）とコンピュータRPGを指しての日本的な"RPG"観念を接合したものであり、和製英語である。
英語圏ではTactical role-playing game（タクティカルロールプレイングゲーム）、またはStrategy  role-playing game（ストラテジーロールプレイングゲーム）などと呼ばれる。海外でSimulation RPGというと、正しくシミュレーションゲームとコンピュータRPGが融合したようなゲームを指すため齟齬が生じる。

## 概要
ウォー・シミュレーションゲームでは、プレイヤーが動かすユニット(部隊や兵士)は単なる「駒」であり、舞台も特定の戦闘などを扱うに過ぎないのに対し、シミュレーションRPGでは、主人公の存在、物語の展開、駒の成長と継続的使用など、ロールプレイングゲームの要素が取り入れられている。戦闘は戦術級のウォーゲーム同様に、マップの上でユニットを動かし敵軍を撃破していくというものである。
ユニットの成長については、ウォー・シミュレーションが部隊の練度など単純な段階的成長に限られるのに対し、シミュレーションRPGでは、コンピュータRPGで良くみられる多様な能力や経験値によるレベル、クラス向上など、様々な成長システムがある。
初期のSRPGは、ウォーゲームのコンピューター化が盛んであったパソコンゲームにおいて生まれ、発展した。レベルアップによる成長や、大魔法という要素を持ち込んだマスターオブモンスターズがその代表である。同作の基盤となった大戦略はまったくのウォーゲームであったが、前身の『ファンタジーナイト』で舞台のファンタジー転換が行われ、1988年の初作でSRPGとなり、以後はシリーズを重ねるごとに成長したモンスターの継続使用、各モンスターの装備品、重厚な物語性などが次第に付加されていった。

## 主なシミュレーションロールプレイングゲーム

### 1980年代 - 1990年代前半
- 半熟英雄（1988 - ）
- シュヴァルツシルトシリーズ（1988 - ）
- ファイアーエムブレム 暗黒竜と光の剣（ファイアーエムブレムシリーズ）（1990 - ）
- スーパーロボット大戦シリーズ（1991 - ）
- ラングリッサーシリーズ（1991 - ）
- バハムート戦記 （1991）
- 太閤立志伝（太閤立志伝シリーズ）（1992 - ）
- ジャストブリード（1992）
- シャイニング・フォース（1992 - ）
- 伝説のオウガバトル（オウガバトルシリーズ）（1993 - ）
- アルバートオデッセイ(1993 - ）
- 機装ルーガ（1993）
- 魔神転生（1994 - ）
- フェーダ（1994 - ）

### 1990年代後半
- 三國志英傑伝（英傑伝シリーズ）（1995 - ）
- フロントミッションシリーズ（1995 - ）
- バウンティソード（1995 - ）
- アークザラッド（1995 - ）[注釈 1]
- タクティクスオウガ（1995 - ）
- アマランスKH（アマランスシリーズ）（1995）[注釈 2]
- バハムートラグーン（1996）
- ドラゴンフォース（1996 - ）
- ヴァンダルハーツ〜失われた古代文明〜（1996 - ）
- ファイナルファンタジータクティクスシリーズ（1997 - ）
- スペクトラルフォース（1997 - ）
- ヴァンテージ・マスター（1997 - ）
- ゼルドナーシルト（1997）
- ブラックマトリクス（1998 - ）
- SDガンダム GGENERATION（1998 - ）
- 新世代ロボット戦記ブレイブサーガ（ブレイブサーガシリーズ）（1998 - ）
- グローランサーシリーズ（1999 - ）
- サンライズ英雄譚シリーズ（1999 - ）

### 2000年代前半
- サモンナイトシリーズ（2000 - ）
- 聖霊機ライブレード（2000）
- ティアリングサーガ ユトナ英雄戦記（2001 - ）
- スーパー特撮大戦2001（2001）
- メダロットnavi（2001）
- うたわれるもの（2002 - ）
- モルダヴァイト（2002年）
- ラ・ピュセル 光の聖女伝説（2002年）
- 魔界戦記ディスガイアシリーズ（2003 - ）
- ファントム・ブレイブ （2004年）
- ステラデウス（2004）

### 2000年代後半
- NAMCO x CAPCOM（2005）
- Rhapsodia（2005）
- Tears to Tiara（2005 - ）
- Twelve～戦国封神伝～（2005）
- ユグドラ・ユニオン（2006 - ）
- ルミナスアークシリーズ（2007 - ）
- ASH -ARCHAIC SEALED HEAT-（2007）
- ドラゴンシャドウスペル（2007）
- ソウルクレイドル 世界を喰らう者（2007）
- ワイルドアームズ クロスファイア（2007）
- 戦場のヴァルキュリアシリーズ（2008 - ）
- ヴァルキリープロファイル 咎を背負う者（2008）
- 王様物語（2009 - ）
- 女神異聞録デビルサバイバー（2009 - ）
- クイーンズブレイド スパイラルカオス（2009 - ）

### 2010年代
- ポケモン+ノブナガの野望（2012）
- PROJECT X ZONE（2012 - ）
- XCOM: Enemy Unknown（2012）
- ダンボール戦機WARS（2013）
- NAtURAL DOCtRINE（2014）
- 超ヒロイン戦記（2014）
- スーパーヒーロージェネレーション（2014）
- 禁忌のマグナ（2014）
- ロストディメンション（2014）
- ファントム オブ キル（2014）
- Divinity: Original Sin（2014）
- STELLA GLOW（2015）
- グランキングダム（2015）
- 誰ガ為のアルケミスト（2016）
- XCOM 2 (2016)
- GOD WARS 〜時をこえて〜（2017）
- マリオ+ラビッツ キングダムバトル（2017）
- Divinity: Original Sin 2（英語版）（2017）
- ラングリッサー モバイル（2018）
- WAR OF THE VISIONS ファイナルファンタジー ブレイブエクスヴィアス 幻影戦争（2019）

### 2020年代
- ドラゴンクエストタクト（2020）
- ブルーアーカイブ -Blue Archive-（2021）
- 白夜極光（2021）
- 戦場のフーガ（2021）
- 屍喰らいの冒険メシ（2022）
- トライアングルストラテジー（2022）
- Relayer（2022）
- デジモンサヴァイブ（2022）
- フェアリーフェンサー エフ Refrain Chord（2022）
- マリオ+ラビッツ ギャラクシーバトル（2022）
- マーベル ミッドナイト・サンズ（英語版）（2022）
- ペルソナ5 タクティカ（2023）
- バルダーズ・ゲート3（2023）
- ユニコーンオーバーロード（2024）
- 鈴蘭の剣: この平和な世界のために（2024）